# توماس إدوارد كامبل
توماس إدوارد كامبل (بالإنجليزية: Thomas Edward Campbell)‏ هو سياسي أمريكي، ولد في 18 يناير 1878 في بريسكوت في الولايات المتحدة، وتوفي في 1 مارس 1944 في فينيكس في الولايات المتحدة بسبب نزف مخي. حزبياً، نشط في الحزب الجمهوري. وقد انتخب حاكم ولاية أريزونا ‏ (1919 – 1923) وانتخب حاكم ولاية أريزونا ‏ (1917 – 25 ديسمبر 1917).